# Dècada del 180
La dècada del 180 comprèn el període que va des de l'1 de gener del 180 fins al 31 de desembre del 189.

## Esdeveniments
180 - Mor l'emperador Marc Aureli i, amb ell, finalitza la Pax Romana.

## Personatges destacats
- Còmmode, emperador romà (180-192)
- Llucià, escriptor grec.